# نبيل بفون
نبيل بَفُّون، ولد في 15 فبراير 1972 في تونس العاصمة، هو عدل منفذ تونسي، الرئيس الرابع للهيئة العليا المستقلة للانتخابات من 2 فبراير 2019 حتى 9 مايو 2022 حين استبعده الرئيس قيس سعيد من رئاسة وعضوية الهيئة بأمر رئاسي.

## السيرة الذاتية

### المؤهلات العلمية
نبيل بفون متحصل على شهادة الأستاذية في الحقوق سنة 1996، وشهادة التخرج من المعهد الأعلى للقضاء.

### المسار المهني
بعد تخرجه، بدأ نبيل بفون العمل كعدل منفذ منذ 1998. هو أمين مال الهيئة الوطنية للعدول المنفذين بتونس وعضو بالمجلس العلمي للاتحاد المغاربي للعدول المنفذين.

بعد الثورة التونسية، انتخب في 9 مايو 2011 من قبل الهيئة العليا لتحقيق أهداف الثورة والإصلاح السياسي والانتقال الديمقراطي كعضو في بالهيئة العليا المستقلة للانتخابات ممثلا للتونسيين بالخارج، ثم أعيد انتخابه في 8 يناير 2014 كعضو عن صنف عدول التنفيذ أو الإشهاد، وأخيرا في 30 يناير 2019، انتخب بفون رئيسا رابعا لهيئة الانتخابات.
في خضم الأزمة السياسية في تونس، استُبعد بفون من رئاسة وعضوية الهيئة العليا المستقلة للانتخابات في مايو 2022. تلى ذلك قرارا بمنعه من السفر تحت إجراء ما يسمى بالـ"S17" وهو إجراء حدودي يندرج ضمن سياسة مكافحة الإرهاب، يستطيع الأمن من خلاله منع المسافر من السفر دون أي قرار قضائي يقتضي ذلك بينما قالت وزارة الداخلية أنها منعت الأخير من السفر بسبب عدم تحيينه لوثائقه حتى تكون مطابقة لصفته الحالية. كما أعلن نبيل بفون في 4 فبراير 2023، منعه أيضا من استئناف مزاولته لمهنته الأصلية كعدل منفذ.

## مقالات ذات صلة
- الهيئة العليا المستقلة للانتخابات (تونس)